# Condado de McNairy
El condado de McNairy (en inglés: McNairy County, Tennessee), fundado en 1823, es uno de los 95 condados del estado estadounidense de Tennessee. En el año 2000 tenía una población de 24.653 habitantes con una densidad poblacional de 17 personas por km². La sede del condado es Selmer.

## Geografía
Según la Oficina del Censo, el condado tiene un área total de 1453 km² (561 mi²), de la cual 1450 km² (559,8 mi²) es tierra y 2 km² (0,8 mi²) es agua.

### Condados adyacentes
- Condado de Chester norte
- Condado de Hardin este
- Condado de Alcorn sur
- Condado de Hardeman oeste

## Demografía
En el 2000 la renta per cápita promedia del condado era de $30,154, y el ingreso promedio para una familia era de $36,045. El ingreso per cápita para el condado era de $16,385. En 2000 los hombres tenían un ingreso per cápita de $30,028 contra $21,450 para las mujeres. Alrededor del 15.90% de la población estaba bajo el umbral de pobreza nacional.

## Lugares

### Ciudades y pueblos
- Adamsville
- Bethel Springs
- Eastview
- Finger
- Guys
- Michie
- Milledgeville
- Ramer
- Selmer
- Stantonville

Acton Tennessee

### Comunidades no incorporadas
- Gilchrist
- Purdy
- Rose Creek Village
- Wolf Pen